# Železné
Železné település Csehországban, a Brno-vidéki járásban. Železné Tišnov, Lomnička és Drásov településekkel határos. Lakosainak száma 620 fő (2024. január 1.).

## Népesség
A település lakosságának változását az alábbi diagram mutatja:
| Lakosok száma | 248  | 258  | 327  | 271  | 254  | 300  | 460  | 485  | 517  | 620  |
|               | 1869 | 1890 | 1921 | 1950 | 1980 | 2001 | 2017 | 2019 | 2022 | 2024 |